# Roseanna (roman)
Roseanna är en kriminalroman av Maj Sjöwall och Per Wahlöö från 1965. Romanen har filmatiserats två gånger, med Keve Hjelm, se Roseanna (1967) och Gösta Ekman, se Roseanna (1993). Boken inledde Sjöwall Wahlöös serie "Roman om ett brott".

## Handling

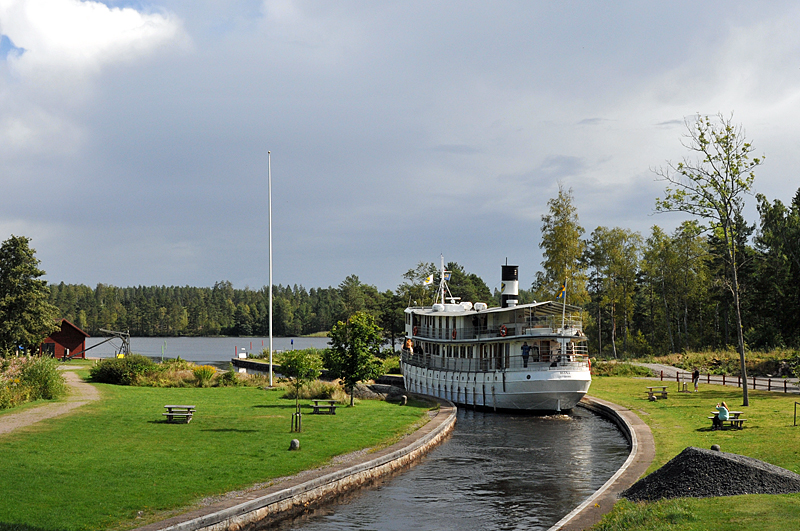
Fartyget M/S Diana på Göta kanal.

Ett kvinnolik påträffas i Göta kanal och polisen med förste kriminalassistent Martin Beck i spetsen har mycket svårt att identifiera henne. Till slut lyckas de dock klargöra att hon hette Roseanna McGraw och var en turist från USA som befunnit sig ombord på Göta kanal-fartyget Diana. För att få tag på mördaren blir Martin Beck med kollegor tvungen att gillra en fälla med en ung kvinnlig polis som lockbete.